# Povijnice vodní
Povijnice vodní (Ipomoea aquatica), také vodní špenát nebo kangkong je tropická vodní rostlina z čeledi svlačcovitých. Pěstuje se jako zelenina pro své výhonky. Předpokládá se, že byla domestikována v jihovýchodní Asii. Pěstuje se především v jihovýchodní, východní a jižní Asii. 
Podle červeného seznamu IUCN jde o málo dotčený taxon.